# Logic Pix
Logic Pix é uma revista de passatempos da coleção de passatempos da Coquetel. São jogos de lógica japonesa cuja finalidade é revelar imagens, figuras, desenhos como resultado final. Nesta revista, há 5 tipos de lógica japonesa: Maze-a-Pix, Fill-a-Pix, Pic-a-Pix, Link-a-Pix e Dot-a-Pix.

## Histórico
A revista é inspirada em passatempos matematicos japoneses (os chamados nonogramas) e foi lançada em 2006, após o sucesso do jogo Sudoku, lançado pela editora em 2005. A revista foi descontinuada em 2015.

## Pic-a-Pix
É o mais famoso dos 5 jogos de lógica, na revista Coquetel, é o maior em quantidade de jogos. O objetivo é descobrir quais dos quadradinhos devem ser pintados (ou deixados em branco), para formar uma figura, que surgirá quando o passatempo for resolvido corretamente. Cada número, em cima de cada coluna e à esquerda de cada linha, indica quantos quadradinhos deverão ser preenchidos na grade, formando blocos. Entre um bloco e outro deve haver, no mínimo, um espaço em branco. Após completar a grade, será revelada a imagem.

## Link-a-Pix
Ligue os números iguais de modo que a soma dos espaços do caminho feito, contando com os espaços onde se encontram os próprios números, resulte no mesmo algarismo dos números que se conectam. Sabendo que não é possível que duas conexões se cruzem e que espaços com o número 1 não se conectam a nenhum outro número, pinte todas as ligações e, ao final, você encontrará uma imagem escondida.

## Fill-a-Pix
Reconheça os quadrados com nove casas (3x3). O número que se encontra no centro do quadrado 3x3 indica quantas casas serão pintadas. Desta forma, se houver o número 9 no centro, todas as nove casas do quadrado devem ser preenchidas, inclusive a que se encontra o próprio número. Se o número central for 0, nenhuma casa deve ser pintada. Considere que todo número fica no meio de um quadrado 3x3. Ao concluir o passatempo aparecerá uma imagem escondida.

## Maze-a-Pix
Desvie dos obstáculos e encontre a saída do labirinto. Ao terminar o trajeto, pinte somente os espaços do caminho que foi traçado para que a imagem oculta seja revelada.

## Dot-a-Pix
É o que comumente conhecemos como Liga Pontos, onde o objetivo é ir traçando uma linha ligando os pontos em ordem numérica. No final, irá aparecer uma imagem. Este é o jogo mais fácil que existe, pois não há muita lógica nisto, logo não há dificuldade neste jogo.